# CSI: NY
CSI: NY (tạm dịch: Đội điều tra hiện trường: New York) là một bộ phim truyền hình hình sự, trinh thám nhiều tập khởi chiếu từ ngày 22 tháng 9 năm 2004 trên kênh truyền hình CBS.

## Nội dung
CSI: NY là sê-ri phim truyền hình nổi tiếng tại Mỹ và các nước khác trên thế giới. Mỗi tập phim là 1 vụ án với những diễn tiến lúc hồi hộp, lúc căng thẳng nhưng cũng có lúc đầy chất hài hước với những con người đầy nhiệt huyết nhưng lại có những tính cách rất trái ngược nhau

## Nhân vật

### Nhân vật chính
- Mac Taylor (Gary Sinise đóng): Đội trưởng và đồng thời là người giám sát đội CSI New York. Mac sinh ra ở Chicago, đã từng làm việc cho Cục Cảnh sát Chicago trước khi chuyển đến thành phố New York.
- Jo Danville (Sela Ward đóng): Trợ lý giám sát viên trong phần 7, 8, rất am hiểu tâm lý tội phạm
- Danny Messer (Carmine Giovinazzo đóng): Chuyên viên khám nghiệm và áp giải nghi phạm
- Lindsay Monroe (Anna Belknap đóng): Nữ chuyên viên, về sau trở thành vợ của Danny Messer
- Sheldon Hawkes (Hill Harper đóng): Bác sĩ, chuyên viên khám nghiệm
- Sid Hammerback (Robert Joy đóng): Bác sĩ, chuyên viên khám nghiệm tử thi
- Donald Flack, Jr. (Eddie Cahill đóng): Chuyên viên áp giải nghi phạm
- Adam Ross (A. J. Buckley đóng): Kỹ thuật viên phòng thí nghiệp, đến từ thành phố Phoenix, bang Arizona.
- Stella Bonasera (Melina Kanakaredes đóng): Trợ lý giám sát viên phần 1, 2, 3, 5, 6, sau đó chuyển công tác
- Aiden Burn (Vanessa Ferlito đóng): Nữ chuyên viên. Cô bị tử vong ở phần 2.

| Nhân vật                | Diễn viên          | Chức vụ                                                     | Các phần đã tham gia   | Các phần bắt đầu tham gia | Số tập phim                     |
| ----------------------- | ------------------ | ----------------------------------------------------------- | ---------------------- | ------------------------- | ------------------------------- |
| Mac Taylor              | Gary Sinise        | Thanh tra cấp 1 CSI cấp 3 Giám sát viên                     | 1, 2, 3, 4, 5, 6, 7, 8 | —                         | 162 (Cộng 2 tập của CSI: Miami) |
| Josephine (Jo) Danville | Sela Ward          | Thanh tra cấp 1 CSI Cấp 3 Trợ lý giám sát                   | 7, 8                   | —                         | 22                              |
| Danny Messer            | Carmine Giovinazzo | Thanh tra cấp 1 CSI cấp 3 Trung sĩ                          | 1, 2, 3, 4, 5, 6, 7, 8 | —                         | 162 (Cộng 1 tập của CSI: Miami) |
| Lindsay Monroe          | Anna Belknap       | Thanh tra cấp 3 CSI cấp 3                                   | 2, 3, 4, 5, 6, 7, 8    | —                         | 137                             |
| Sid Hammerback          | Robert Joy         | Bác sĩ Trưởng pháp y                                        | 5, 6, 7, 8             | 2, 3, 4                   | 132                             |
| Adam Ross               | A. J. Buckley      | Kĩ thuật viên phòng thí nghiệm                              | 5, 6, 7, 8             | 2, 3, 4                   | 106                             |
| Sheldon Hawkes          | Hill Harper        | Bác sĩ Thanh tra cấp 3 CSI cấp 2                            | 1, 2, 3, 4, 5, 6, 7, 8 | —                         | 162 (Cộng 1 tập của CSI: Miami) |
| Don Flack               | Eddie Cahill       | NYPD Homicide Thanh tra cấp 1                               | 1, 2, 3, 4, 5, 6, 7, 8 | —                         | 162                             |
| Stella Bonasera         | Melina Kanakaredes | Thanh tra cấp 1 CSI cấp 3 Trợ lý giám sát (Chuyển công tác) | 1, 2, 3, 4, 5, 6       | —                         | 140 (Cộgn 1 tập CSI: Miami)     |
| Aiden Burn              | Vanessa Ferlito    | Thanh tra cấp 3 CSI cấp 3 (Tử vong)                         | 1, 2                   | 2                         | 26 (Cộng 1 tập CSI: Miami)      |

### Diễn viên khách mời
| - Kam Heskin - Aimee Garcia - Ed Asner - Brian Hallisay - Matt Barr - Michaela McManus - Kid Rock - Nelly Furtado - Joey Lawrence - Emmanuelle Vaugier - Michael Clarke Duncan - Kathleen Munroe - Taylor Handley - Skeet Ulrich | - Marlee Matlin - Jamie Chung - Judd Nelson - Sasha Cohen - Maroon 5 - Julia Ormond - Dianna Agron - Criss Angel - Suicide Girls - Chris Daughtry - Rumer Willis - Danica Patrick - TJ Thyne - Ne-Yo | - Nelly - Ashlee Simpson - Pete Wentz - John McEnroe - Katharine McPhee - Craig T. Nelson - Shailene Woodley - Rachelle Lefèvre - Mia Kirshner - Mykelti Williamson - Kellan Lutz - Rex Ryan - Kyle Gallner - Charles Shaughnessy | - Edward Furlong - Deanna Russo - Paul Wesley - Pat Monahan và Train - Kim Kardashian - Vanessa Minnillo - Ryan Bittle - La La Vasquez - Jackson Davis - Andrew Lawrence - Carlo Rota - Alex Max Band - James Badge Dale - Edward James Olmos |